# Gais damfotboll 1989
Gais damlag i fotboll spelade säsongen 1989 i Damallsvenskan, där man slutade sjua.
Inför säsongen hade Gais tappat skyttedrottningen Eleonor Hultin, tränaren Kaj Hansson och rutinerade Anette Börjesson till Mölndalsklubben Jitex BK. Helen Johansson blev lagets bästa målskytt med 13 mål, medan Åsa Lindqvist tilldelades Hedersmakrillen som lagets bästa spelare.

## Tabell
| Nr | Lag                 | S  | V  | O | F  | GM | IM | MS  | P  |
| -- | ------------------- | -- | -- | - | -- | -- | -- | --- | -- |
| 1  | Jitex BK            | 22 | 15 | 4 | 3  | 73 | 19 | +54 | 34 |
| 2  | Malmö FF            | 22 | 15 | 3 | 4  | 47 | 27 | +20 | 33 |
| 3  | Öxabäcks IF (RM)    | 22 | 12 | 4 | 6  | 48 | 20 | +28 | 28 |
| 4  | Djurgårdens IF (U)  | 22 | 13 | 2 | 7  | 39 | 24 | +15 | 28 |
| 5  | Mallbackens IF      | 22 | 10 | 5 | 7  | 26 | 26 | 0   | 25 |
| 6  | Gideonsbergs IF     | 22 | 9  | 4 | 9  | 28 | 34 | −6  | 22 |
| 7  | Gais                | 22 | 7  | 6 | 9  | 32 | 38 | −6  | 20 |
| 8  | Mariestads BoIS (U) | 22 | 8  | 3 | 11 | 37 | 34 | +3  | 19 |
| 9  | Hammarby IF         | 22 | 7  | 3 | 12 | 27 | 43 | −16 | 17 |
| 10 | Strömsbro IF        | 22 | 6  | 5 | 11 | 27 | 51 | −24 | 17 |
| 11 | Trollhättans IF     | 22 | 4  | 6 | 12 | 24 | 39 | −15 | 14 |
| 12 | IK Brage            | 22 | 2  | 3 | 17 | 18 | 71 | −53 | 7  |

## Spelarstatistik
| Spelare                | Matcher | Mål |
| ---------------------- | ------- | --- |
| Jessica Lindgren       | 22      | 2   |
| Åsa Lindqvist          | 22      | 0   |
| Susanne Lundmark       | 22      | 0   |
| Helen Johansson        | 21      | 13  |
| Camilla Ackerfors      | 21      | 3   |
| Carina Håkansson       | 21      | 3   |
| Malin Gisslén          | 21      | 2   |
| Monica Magnusson       | 20      | 5   |
| Camilla Gustafsson     | 20      | 1   |
| Helen Fasth            | 16      | 0   |
| Reidun Seth (mv)       | 14      | 0   |
| Monica Berntsson       | 12      | 1   |
| Vanda Sigurgeirsdottir | 11      | 0   |
| Ingrid Johansson       | 10      | 2   |
| Monica Fougstedt (mv)  | 8       | 0   |
| Christina Olofsson     | 8       | 0   |
| Anna Molin             | 7       | 0   |
| Sophie Ekfeldt         | 6       | 0   |
| Jeanette Öhlund        | 2       | 0   |
| Johanna Berggren       | 1       | 0   |
| Camilla Nyby           | 1       | 0   |